# Gustav Rassow
Georg Friedrich Gustav Rassow (* 9. April 1855 in Stettin; † 1. September 1944 in Bremen) war ein Kaufmann, Bremer Politiker (Parteilos) und Senator.

## Biografie
Rassow war ein Kaufmann und als solcher als Vertreter der 2. Klasse im Bremer 8. Klassenwahlrecht in die Bremische Bürgerschaft gewählt worden. Vor und unmittelbar nach 1900 konnten sich bei Wahlen von Senatoren nur die Vertreter der 1. und 2. Klasse – also Akademiker oder Kaufleute – in der durch das Klassenwahlrecht bestimmten Bürgerschaft in Bremen durchsetzen. Auch 1907 wurde der Kaufmann Rassow, in einer bemerkenswerten Kampfabstimmung, gegen Heinrich Bömers unter Protest und mit knapper Mehrheit gewählt. Von 1907 bis 1918 war er im Bremer Senat.
Nach dem Ersten Weltkrieg war der parteilose Rassow erneut von 1920 bis 1925 Senator in einem bürgerlichen Senat unter Führung des parteilosen Martin Donandt.
Er war seit dem 20. April 1881 in erster Ehe mit Christiane Johanne Friederike geb. Grave (1862–1906), Tochter des Bremer Bürgermeisters Friedrich Ludolf Grave, eine der Kunstszene verbundenen Frau verheiratet. Die Eheschließung fand in Bremen statt. Er stiftete 1911 der Kunsthalle Bremen mehrere Kunstwerke des Tierbildhauers Willy Zügel (Nashorn, Eisbärin).
Er war seit dem 23. November 1926 in zweiter Ehe mit Ida Emma Marie Martha geb. Baumgarten (1887–1974) verheiratet. Die Eheschließung fand in Berlin-Charlottenburg statt.
Gustav Rassow starb am 1. September 1944 im Krankenhaus St. Joseph-Stift in Bremen im Alter von 89 Jahren. Als Todesursache wurde Bronchopneumonie und Herz- und Kreislaufschwäche angegeben. Er wohnte zuletzt in der Holbeinstraße 19 in Bremen. Rassow war evangelisch.